# Набоков, Александр Иванович
Алекса́ндр Ива́нович Набо́ков (1749—1807) — новгородский комендант, генерал от инфантерии.

## Биография
Александр Иванович Набоков родился в 1749 году в дворянской семье Набоковых и был сыном секретаря Тайной канцелярии Ивана Фёдоровича Набокова (1709—1753).
Записан в службу в 1757 году. В 1769 году подпоручик. Служил в Тенгинском пехотном полку. Получив чины секунд-майора (1772 год), премьер-майора (22 сентября 1779 года) и подполковника (11 октября 1783 года), Набоков в 1789 году был назначен комендантом в Новгород и находился на этом посту до конца царствования Екатерины II.
После вступления на престол Павла I Набоков, ставший с 9 января 1797 года, одновременно с должностью коменданта, шефом Новгородского гарнизонного полка, быстро повышался в чинах: в 1797 году полковник, он был 12 апреля 1798 года произведён в генерал-майоры и 2 марта 1800 года — в генерал-лейтенанты.
4 марта 1800 года Павел I издал приказ о массовом увольнении от службы «с повышением чинов и с ношением нынешних их мундиров» представителей генералитета (всего 6 генерал-лейтенантов и 28 генерал-майоров). В их числе был отправлен в отставку и Набоков, прослуживший в чине генерал-лейтенанта всего два дня и уволенный с чином генерала от инфантерии.
3 декабря 1807 года Набоков скончался от паралича в Санкт-Петербурге и был похоронен на Лазаревском кладбище Александро-Невской лавры.

## Семья
Набоков был женат на Евдокие (Авдотье) Ивановне (девичья фамилия неизвестна), умершей 2 марта 1803 года.
Из его детей известность на военной службе получили Иван Александрович Набоков — генерал от инфантерии, генерал-адъютант, участник Отечественной войны 1812 года, заграничных походов русской армии 1813—1814 годов и подавления польского восстания 1831 года, член Военного Совета и комендант Петропавловской крепости, и Пётр Александрович Набоков — генерал-майор и кавалер ордена Святого Георгия 4-й степени. Внук — сын Петра Александр Петрович Набоков служил по военно-судебному ведомству, достигнув чина генерал-лейтенанта и поста председателя Виленского военно-окружного суда.
Ещё один сын Александра Ивановича, статский советник Николай Александрович Набоков, служивший по удельному ведомству, был отцом видного государственного деятеля, министра юстиции Российской империи Дмитрия Николаевича Набокова, дедом политического деятеля Владимира Дмитриевича Набокова и прадедом писателя Владимира Владимировича Набокова.